# Фукуцу

Фу́куцу (яп. 福津市, ふくつし, МФА: [ɸukut͡su ɕi̥]?) — місто в Японії, в префектурі Фукуока.     Отримало статус міста 2005 року. Площа становить 52,70 км². Станом на 1 липня 2012 року населення складало 55 957  осіб, густота населення — 1060 осіб/км².     

## Історія
Фукуцу отримало статус міста 24 січня 2005 року.